# استوک درای
استوک درای (به انگلیسی: Stoke Dry) یک روستا و محله مدنی در بریتانیا است که در راتلند واقع شده‌است. استوک درای ۳۵ نفر جمعیت دارد.